# 점프 로프 챌린지
《점프 로프 챌린지》는 닌텐도 기획제작본부가 개발하고 닌텐도가 배급한 2023년 운동 게임이다. 닌텐도 스위치 플랫폼으로 제작돼 2020년 6월 16일 전세계에 동시출시됐다.
플레이어가 조이콘 컨트롤러의 모션센서를 활용해 줄넘기를 매일 지정된 횟수만큼 달성하는 것이 목표이다. 코로나19 범유행으로 인해 집에서 격리된 사람들을 위해 제작된 게임으로 닌텐도 내의 소규모 개발팀이 담당했다. 닌텐도 e숍을 통해 무료로 배포됐으며, 본래 출시 3달 후 e숍에서 제거될 예정이었으나 이후 닌텐도는 추가 공지 이전까지 게임을 계속 공개하겠다고 발표했다.

## 반응
〈닌텐도 라이프〉의 올리 레이놀즈는 조이콘을 이용한 줄넘기가 생동감이 있다고 긍정적인 평가를 남겼다.

## 참조

### 주해
1. ↑  영어: Jump Rope Challenge